# شلحة حاج حسن (شلاهي)
شلحة حاج حسن (بالفارسية: شلحه امام حسن عسگری) هي منطقة سكنية تقع في إيران في قسم شلاهي الريفي. يقدر عدد سكانها بـ 831 نسمة .